# امهاوس (تگزاس)
امهاوس، تگزاس(به انگلیسی: Emhouse, Texas) شهری در ایالت تگزاس از ایالات جنوبی ایالات متحده آمریکا است. در سرشماری سال ۲۰۰۰، جمعیت این شهر ۱۵۹ نفر اعلام شد.